# Kesang Marstrand
Kesang Marstrand (née le 31 octobre 1981) est une chanteuse, autrice-compositrice et guitariste folk américaine. Elle est surtout connue pour le single "Tibet Will Be Free" qu'elle a écrit après les troubles au Tibet en mars 2008, en soutien à la résistance non-violente du peuple tibétain, et pour son premier album, Bodega Rose, sorti le 21 novembre 2008.

## Début de la vie
Kesang Marstrand naît à Woodstock, New York, d'une mère danoise et d'un père tibétain. Elle a grandi dans le Colorado et a ensuite déménagé à New York. Son intérêt pour la musique a commencé dès son plus jeune âge, lorsqu'elle a découvert sa passion pour la musique grâce à un piano dans la salle commune d'une école du Colorado. Kesang Marstrand a commencé à étudier et à pratiquer la méditation à l'âge de 16 ans et a eu l'occasion de passer du temps au monastère de Bokar en Inde, ainsi que la chance de visiter Bodhgaya et Dharamsala.

## Carrière
Kesang Marstrand écrit et joue depuis plus d'une décennie. En novembre 2008, elle sort son premier album, Bodega Rose, une œuvre contemplative et acoustique qui comprend l'accompagnement du musicien et compositeur de renom Karl Berger. L'album, en plus de onze titres originaux, comprend également une reprise, une version de la collaboration de Paul McCartney et Michael Jackson, "Say Say Say".
En août 2009, Kesang Marstrand a sorti son deuxième album, Hello Night, un album de berceuses principalement adaptées aux enfants âgés de 0 à 4 ans. About.com a sélectionné Hello Night parmi la meilleure musique pour enfants de 2009.
Kesang Marstrand a déménagé à Tunis en Tunisie, de 2010 à 2013, où elle a été active sur la scène culturelle. Au plus fort de la Révolution tunisienne de 2011 qui a renversé le président Zine el-Abidine Ben Ali, elle a publié sa lente interprétation de l'hymne national tunisien – Humat Al-Hima avec une réponse positive.
Son troisième album, Our Myth, est sorti le 15 mai 2011.
Marstrand a produit son nouvel album For My Love entièrement chez elle à New York. Le résultat est dix chansons qui marquent ses débuts en tant que productrice, déjà qualifiée de « chanteuse et compositrice exceptionnellement douée », par Michael Erlewine, fondateur d'AllMusic. Pour soutenir l'album, Marstrand a joué sur Sirius XM's Coffee House Live, avec sa performance diffusée le 23 juin 2016.
En 2016, Marstrand a fourni le chant pour le single du groupe électronique Tiger Mountain, My Heart Is A War.

## Albums
| Sortie        | Album           | Couverture |
| ------------- | --------------- | ---------- |
| Novembre 2008 | Bodega Rose     |            |
| Août 2009     | Hello Night     |            |
| Mai 2011      | Our Myth        |            |
| Juin 2014     | Karmapa Khyenno |            |
| Decembre 2015 | For My Love     |            |

## Liens
- Site officiel
- Ressources relatives à la musique :   - MusicBrainz
  - Muziekweb
- Notices d'autorité :   - ISNI